# کامینگتسا (استان پودلاسکی)
کامینگتسا (به لهستانی:  Kamienica) یک روستا در لهستان است که در گمینا یانوو (استان پودلاسکی) واقع شده‌است.
 کامینگتسا  ۲۰۰ نفر جمعیت دارد.